# Albert von Sachsen-Altenburg

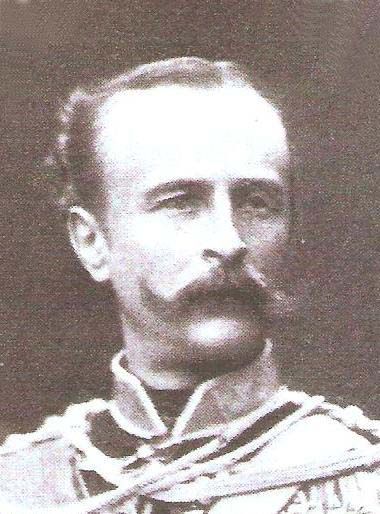
Prinz Albert von Sachsen-Altenburg

Albert Heinrich Joseph Carl Viktor Georg Friedrich von Sachsen-Altenburg (* 14. April 1843 in München; † 22. Mai 1902 in Serrahn) war ein Prinz von Sachsen-Altenburg und preußischer General der Kavallerie.

## Leben
Albert war der einzige überlebende Sohn des Prinzen Eduard von Sachsen-Altenburg (1804–1852) und stammte aus dessen zweiter Ehe mit Luise (1822–1875), Tochter des Fürsten Heinrich XIX. Reuß zu Greiz. Damit gehörte er dem Haus Sachsen-Altenburg an.
Albert war kurz Zögling  von 1857 bis 1858 auf der Brandenburger Ritterakademie. Dann trat im Frühjahr 1860 in das sachsen-altenburgische Truppenkontingent ein und wurde dort im September des gleichen Jahres zum Sekondeleutnant ernannt. Im Mai 1861 trat er in die Preußische Armee über und wurde im Westfälischen Ulanen-Regiment Nr. 5 angestellt. Vom 16. Januar bis zum 21. April 1864 war er während des Krieges gegen Dänemark als Ordonnanzoffizier zu Albrecht von Preußen kommandiert. Albert nahm während dieser Zeit an den Gefechten bei Oeversee, Fredericia und Nübel sowie der Erstürmung der Düppeler Schanzen teil.
Im Januar 1865 nahm er seinen Abschied, trat in den Dienst des russischen Zaren und wurde hier General à la suite. Albert hatte gute Beziehungen zum Hof in Sankt Petersburg und galt als enger Freund des Zaren Alexander III. Im Jahr 1890 begleitete er Kaiser Wilhelm II. und Reichskanzler Leo von Caprivi bei einer Russlandreise.
Anlässlich des Krieges gegen Frankreich kehrte Albert 1870 nach Deutschland zurück und nahm im Stab der 4. Kavallerie-Division unter Albrecht von Preußen an den Kämpfen bei Weißenburg, Wörth, Sedan und Orléans teil.
Wieder in Russland, stieg Albert zum Kommandeur des Grodno Leib-Garde-Husaren-Regiments auf und kämpfte 1877/78 im Russisch-Osmanischen Krieg. 1887 beendete er seinen Dienst in der Zaristischen Armee und wurde im Mai 1887 mit dem Charakter als Generalmajor bei den Offizieren à la suite der Preußischen Armee wieder angestellt. Zum 1. Dezember 1888 erhielt Albert das Patent zu diesem Dienstgrad und wurde zur Dienstleistung beim Stab der Garde-Kavallerie-Division kommandiert. Am 22. März 1889 folgte dann seine Ernennung zum Kommandeur der 3. Garde-Kavallerie-Brigade in Berlin. In dieser Stellung erhielt Albert unter Beförderung zum Generalleutnant am 19. September 1891 den Rang und die Gebührnisse eines Divisionskommandeurs, bevor man ihn am 3. November 1891 zu den Offizieren à la suite der Armee versetzte. Am 1. September 1896 wurde er noch zum General der Kavallerie befördert.
Von Max Graf von Hahn erwarb Albert 1896 die mecklenburgische Begüterung Kuchelmiß, einschließlich Serrahn, Wilsen, Wilser Hütte und Hinzenhagen. Kurz darauf waren auch Ahrenshagen und Seegrube in seinem Besitz. Das Gebiet galt als eine der besten Rotwildjagden.
Seit 1900 war er Rechtsritter des Johanniterordens, Eintritt als Ehrenritter in die Kongregation 1890, er gehörte der Genossenschaft der Provinz Sachsen an.

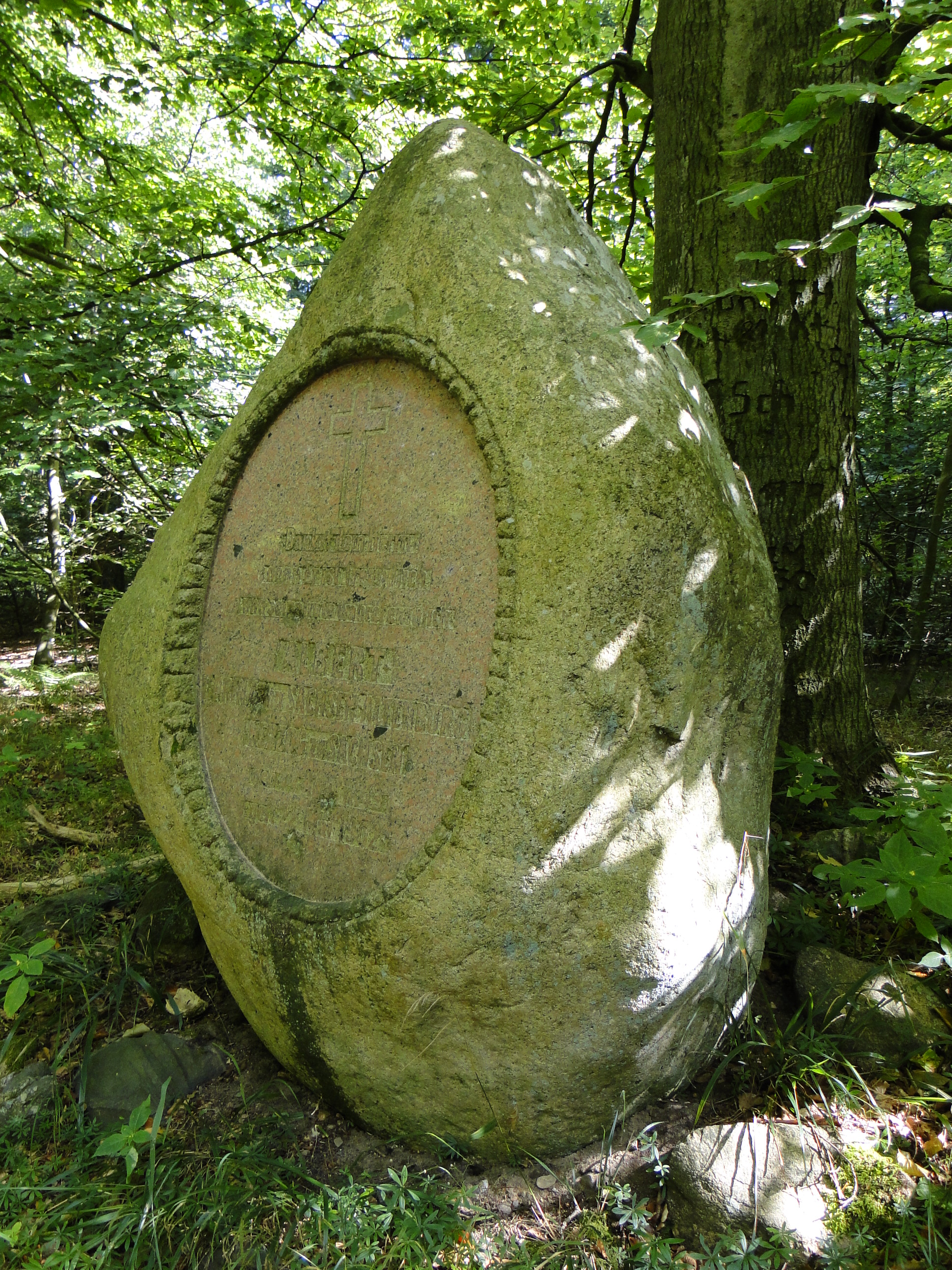
Grab in einem Waldstück südlich von Wilsen

Auf seinen Wunsch wurde Albert in einem Buchenwald südlich von Wilsen beigesetzt.

## Ehen und Nachkommen
Albert heiratete in erster Ehe am 6. Mai 1885 in Berlin Prinzessin Marie (1855–1888), Tochter des Prinzen Friedrich Karl von Preußen, mit der er zwei Töchter hatte:
- Olga Elisabeth (1886–1955)
 ⚭ 1913 Graf Carl Friedrich von Pückler-Burghauss (1886–1945)
- Marie (1888–1947)
 ⚭ 1911 (gesch. 1921) Prinz Heinrich XXXV. Reuß zu Köstritz (1887–1936)

Nach dem Tod seiner ersten Frau heiratete er am 13. Dezember 1891 in Remplin Herzogin Helene zu Mecklenburg (1857–1936), Tochter des Herzogs Georg zu Mecklenburg und der Großfürstin Katharina Michailowna Romanowa. Die zweite Ehe blieb kinderlos.

### Trivia
- Helmut Luther: Prinz Albert von Sachsen-Altenburg auf der Ritterakademie zu Brandenburg eine Lausbubengeschichte. Verlag der Arbeitsgemeinschaft der Autographensammler e. V., Bielefeld 1993.